# Ricardo Biondi
Ricardo Salvador Biondi Espinosa (Viña del Mar, Chile, 7 de octubre de 1958) es un exfutbolista chileno que jugaba de portero.
Es el hijo del futbolista y entrenador Salvador Biondi.

## Trayectoria
Nacido en Viña del Mar, comenzó su carrera profesional en las filas de Unión La Calera. Tras una temporada en Deportes Ovalle, en 1983 regresaría al conjunto cementero alternando el arco con Abraham Giadalah durante la Copa Polla Gol 1984. Para el campeonato oficial de 1983, defendió el arco de Santiago Wanderers de la Primera División, siendo suplente de Hugo Carballo.
Para 1984 ficha con Trasandino, que hacía su debut en la Primera División chilena. En el equipo de Los Andes se mantuvo por 4 temporadas, en las cuales el equipo estuvo entre Primera y Segunda División, coronándose como campeón de Segunda en 1985. En 1988 firma por Rangers de la Segunda División (hoy Primera B), donde siendo dirigido por Hugo Solís, obtiene el título de la división, con el arquero obteniendo un record de imbatibilidad de 532 minutos, el cual se mantendría por 36 años. La temporada siguiente, formó parte del equipo ranguerino que descendería a la Segunda División luego de un polémico partido ante Deportes La Serena.
Tras formar parte de la última temporada de existencia de Naval en 1990, en 1991 firma por Ñublense de la Segunda División, en donde desciende tras una quita de puntos por problemas económicos. La temporada siguiente, regresa a Rangers, aportando desde el arco para obtener el título de Segunda División 1993 y el ascenso a la primera división, obteniendo su segundo título en el equipo rojinegro. En 1994, disputó el puesto con el refuerzo uruguayo Sergio Cáceres, pero tras el mal rendimiento de este le ganó el puesto, en una campaña que terminó con el regreso de Rangers a la Segunda división, y el recuerdo de uno de los peores equipos en la historia de la Primera división chilena.
Luego de no obtener el ascenso en 1995 con el equipo rangerino, en 1996 regresa Deportes Ovalle para una nueva etapa. A fines de la temporada 1996, se retira del fútbol profesional.

## Clubes
| Club               | País  | Año       |
| ------------------ | ----- | --------- |
| Unión La Calera    | Chile | 1981      |
| Deportes Ovalle    | Chile | 1982      |
| Unión La Calera    | Chile | 1983      |
| Santiago Wanderers | Chile | 1983      |
| Trasandino         | Chile | 1984-1987 |
| Rangers            | Chile | 1988-1989 |
| Naval              | Chile | 1990      |
| Ñublense           | Chile | 1991      |
| Rangers            | Chile | 1993-1995 |
| Deportes Ovalle    | Chile | 1996      |

## Palmarés

### Campeonatos nacionales
| Título    | Club       | País  | Año  |
| --------- | ---------- | ----- | ---- |
| Primera B | Trasandino | Chile | 1985 |
| Primera B | Rangers    | Chile | 1988 |
| Primera B | Rangers    | Chile | 1993 |